# Last of Our Kind
Last of Our Kind je čtvrté studiové album britské skupiny The Darkness, vydané v roce 2015. Jeho producentem byl Dan Hawkins a vyšlo u vydavatelství Canary Dwarf.

## Obsazení
- Justin Hawkins – zpěv, kytara
- Dan Hawkins – kytara producent
- Frankie Poullain – Basová kytara, zpěv ("Conquerors")
- Emily Dolan Davies – bicí
- Trevor Weston – monolog ("Barbarian")
- 236 Fanoušků The Darkness – vocals ("Last of Our Kind")

## Seznam skladeb
1. Barbarian – 3:33
2. Open Fire – 4:01
3. Last of Our Kind – 4:09
4. Roaring Waters – 4:38
5. Wheels of the Machine – 3:07
6. Mighty Wings – 5:47
7. Mudslide – 3:26
8. Sarah O'Sarah – 3:53
9. Hammer & Tongs – 4:02
10. Conquerors – 4:56